# Huis Malborgh

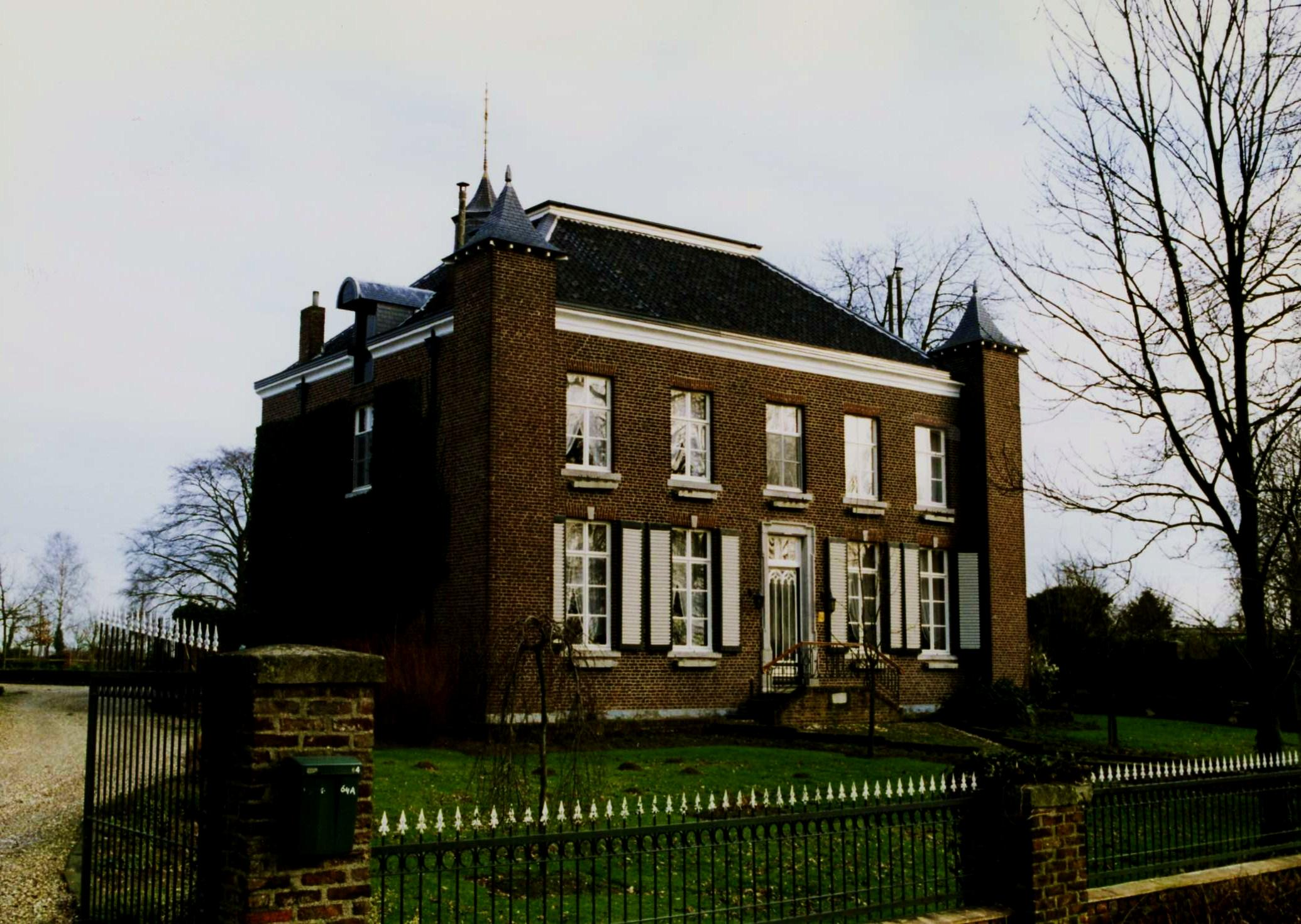
Huis Malborgh

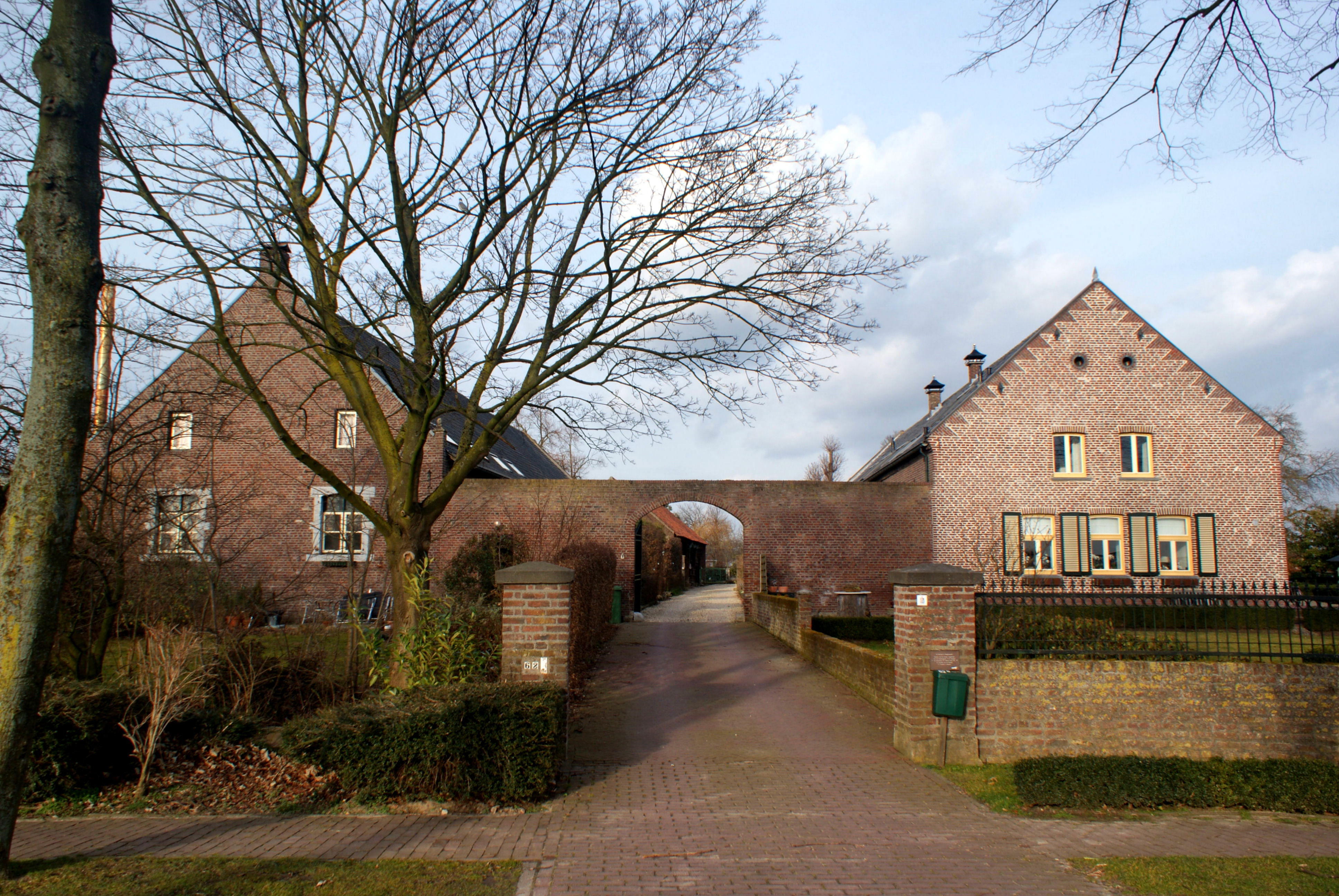
Waegemanshof

Het Huis Malborgh (ook: Walbergh) is een voornaam huis, gelegen aan Dorpsstraat 66 te Buggenum.

## Geschiedenis
De geschiedenis van dit huis gaat terug tot de Middeleeuwen, toen het mogelijk in bezit was van het geslacht Van Ghoor, maar al sinds de 15e eeuw behoorde het toe aan het klooster Sint-Elisabethsdal. In 1471 werd het vernoemd als leen- en hofstede. Toen Buggenum echter in 1679 werd uitgegeven als zelfstandige heerlijkheid, werd het huis beleend aan een adellijk persoon, en wel Gravin Hieronime van Berg, geboren de Spaur, die douarière was en vrouwe van Ghoor te Neer. Omstreeks 1795 werd het huis, feitelijk een boerderij, door de Fransen in beslag genomen en verkocht aan een particulier, en wel Charles Lebrun. In 1798 was het eigendom van C.H.R. Waegemans, en diens zoon Joseph bouwde in 1830 het huidige woonhuis. Dit huis werd bewoond door een reeks particulieren, en na 1970 werden er kantoren in dit gebouw gevestigd.

## Gebouw
Het betreft een groot huis op vierkante plattegrond, met twee verdiepingen en een zolder. Het huis heeft een aantal hoektorentjes. Ook de ingang aan de achterzijde van het huis is voorzien van een toren.
Naast het huis ligt nog, aan Dorpsstraat 62, de boerderij Hof Malborgh of Waegemanshof, welke in de huidige vorm uit de 19e eeuw dateert.
Huis en hoeve zijn geklasseerd als Rijksmonument.